# Avito
Eparquio Avito (muerto ca. 457) fue emperador romano de Occidente del 9 de julio de 455 al 17 de octubre de 456. Al ser depuesto, fue obligado a convertirse en obispo de Piacenza para salvar la vida, y moriría un año después en oscuras circunstancias. 
De orígenes galorromanos, Avito fue proclamado emperador con el apoyo de los visigodos, que se habían convertido en el «poder detrás del trono» en el Imperio occidental. Avito introdujo a una gran cantidad de aristócratas galorromanos en la administración romana, lo que no gustó a la tradicional nobleza de la urbe, que acababa de sufrir el saqueo del 455.

## Orígenes y carrera
De orígenes galorromanos, su nacimiento se sitúa cerca de la actual ciudad de Clermont-Ferrand, a finales del siglo IV. De familia con antecedentes en el Senado, su padre fue, posiblemente, el cónsul Agrícola. Tuvo al menos tres hijos con su esposa: Ecdicio Avito, quien fue senador y magister militum, Agrícola y Papianila, quien contrajo matrimonio con Sidonio Apolinar, escritor de este período.
Antes del año 421, Avito fue nombrado patricio por el emperador Constancio III. Uno de sus parientes había sido rehén en la corte del rey visigodo Teodorico I, ingresando él mismo dentro de su corte en algún momento de los años 421 o 422. Avito también se convirtió en allegado del hijo del rey, el futuro Teodorico II.
Inició su carrera militar durante los tiempos del magister militum Aecio, participando en campañas contra los jutungos y otros pueblos que ocupaban la actual zona sur y suroccidental de Alemania y contra los burgundios en el año 436. Tras recibir el rango de vir illustris, regresó a Auvernia, donde ejerció otros importantes cargos.[¿cuál?] Rechazó una incursión de los hunos y obligó a Teodorico I a abandonar el sitio sobre Narbona. En el año 439 se convirtió en magister militum per Gallias y renovó el tratado de amistad con los visigodos.
Avito se retiró a sus posesiones cerca de Clermont, hasta que la invasión de Atila le obligó a persuadir a Teodorico a firmar una alianza. Esta llevó a los romanos a derrotar a los hunos en la batalla de los Campos Cataláunicos, donde el propio rey visigodo murió en combate.

## Ascenso al poder
En el año 455, el emperador Valentiniano III fue asesinado. Se desató entonces una lucha sucesoria por el poder, que ganó el influyente senador Petronio Máximo, praefectus urbi de Roma, cuando fue reconocido por el Senado. El nuevo emperador nombró a Avito magister militum y, en virtud a su cercanía con los visigodos, le envió en misión diplomática con el nuevo rey, Teodorico II, para que respaldara el nuevo gobierno imperial. Sin embargo, cuando Avito llegó a la corte visigoda llegaron hasta allí las noticias del saqueo de los vándalos por parte de Genserico, y de la muerte de Petronio durante los disturbios. Teodorico aclamó como nuevo emperador a Avito en Tolosa el 9 de julio del 455, siendo apoyado también por la aristocracia galorromana. Se asentó entonces en Arelate, donde al mes siguiente recibiría el reconocimiento del Senado romano.
Avito se pasó los siguientes tres meses consolidando su poder en la Galia, y es posible que lanzara una campaña sobre la región del Nórico. Tras dejar una considerable fuerza en Rávena al mando de su magister militum Remisto, un visigodo, llegó finalmente a Roma en septiembre de ese mismo año. Avito inició el año 456 tomando para sí el consulado sine collega, lo que no fue aceptado por el emperador oriental, Marciano.
En el año 442 los vándalos de Genserico arrasaron Capua, en el curso de su campaña de incursiones por las costas italianas. El magister militum Ricimero consiguió vencer a los vándalos en dos batallas, en Agrigento y en Corsica. Por otro lado, envió a los visigodos en una campaña sobre Hispania, para derrotar a los suevos, que habían invadido la Tarraconense. Los visigodos consiguieron derrotarles y tomaron control de la provincia, siempre bajo la autoridad nominal del Imperio.
Pero la posición de Avito en Roma comenzaba a tambalearse. La aristocracia romana tradicional no aceptó que Avito aupara a sus colegas galorromanos, mientras que el bloqueo naval de los vándalos había desatado una etapa de penurias en la ciudad. El tesoro también se encontraba exhausto, y Avito se vio obligado a licenciar a su guardia visigoda. Su impopularidad creció cuando sufragó gastos fundiendo el bronce de diversas estatuas y elevando los impuestos. Este descontento fue aprovechado por los militares Ricimero y su asociado Mayoriano para rebelarse contra la autoridad de Avito, quien tuvo que abandonar Roma y huir hacia el norte. Nombró a su viejo colaborador, Mesiano, como nuevo magister militum, y acudió a la Galia a recabar apoyos. Pese a que no pudo contar con el respaldo de Teodorico, que se hallaba en Hispania, consiguió acudir con fuerzas renovadas hasta Piacenza, donde se enfrentó al ejército de Ricimero, siendo derrotado, y Mesiano muerto. Ricimero consintió en perdonar la vida a Avito, a cambio de que entrara en la carrera eclesiástica como obispo de Piacenza.

## Final
El destino de Avito a partir de entonces no está clarificado. Según Sidonio Apolinar, sus todavía partidarios galorromanos pretendieron dar un golpe de Estado que fracasó. Para Gregorio de Tours, Avito falleció durante un viaje a la Galia bajo el pretexto de organizar unas donaciones a la basílica de San Julián en Clermont. Otras versiones sostienen que Avito fue dejado morir de hambre por orden de su sucesor. Fue sepultado en Brioude, en la basílica de San Julián.